# غرفة الحرب
غرفة الحرب (بالإنجليزية: War Room)‏ هو فيلم دراما مسيحي تم إنتاجه في الولايات المتحدة وصدر في سنة 2015.

## القصة
أحداث الفيلم تدور حول أسرة تجد في الإيمان والصلاة ملاذاً روحانياً، تحاول من خلاله حل مشكلاتها، والخروج من المأزق الذي وقعت فيه، بمساعدة سيدة حكيمة تدعى كلارا.

## الميزانية والإيرادات
بلغت تكلفة إنتاج الفيلم حوالي 3 ملايين دولار بينما حقق أرباحا تقدر بـ 41.4 مليون دولار.

## وصلات خارجية
- غرفة الحرب على موقع IMDb (الإنجليزية)
- غرفة الحرب على موقع ميتاكريتيك (الإنجليزية)
- غرفة الحرب على موقع روتن توميتوز (الإنجليزية)
- غرفة الحرب على موقع قاعدة بيانات الأفلام العربية
- غرفة الحرب على موقع ألو سيني (الفرنسية)
- غرفة الحرب على موقع Turner Classic Movies (الإنجليزية)
- غرفة الحرب على موقع أول موفي (الإنجليزية)
- غرفة الحرب على موقع بوكس أوفيس موجو (الإنجليزية)
- غرفة الحرب على موقع فيلمافينيتي (الإسبانية)
- غرفة الحرب على موقع قاعدة بيانات الفيلم (الإنجليزية)